# Santa Cruz Pocitos
Santa Cruz Pocitos är en ort i Mexiko.   Den ligger i kommunen Atltzayanca och delstaten Tlaxcala, i den sydöstra delen av landet, 140 km öster om huvudstaden Mexico City. Santa Cruz Pocitos ligger 2 456 meter över havet och antalet invånare är 1 363.
Terrängen runt Santa Cruz Pocitos är platt åt sydväst, men åt nordost är den kuperad. Runt Santa Cruz Pocitos är det ganska tätbefolkat, med 104 invånare per kvadratkilometer. Närmaste större samhälle är Huamantla, 18,6 km väster om Santa Cruz Pocitos. Trakten runt Santa Cruz Pocitos består till största delen av jordbruksmark.